# Per-Åke Holmlander

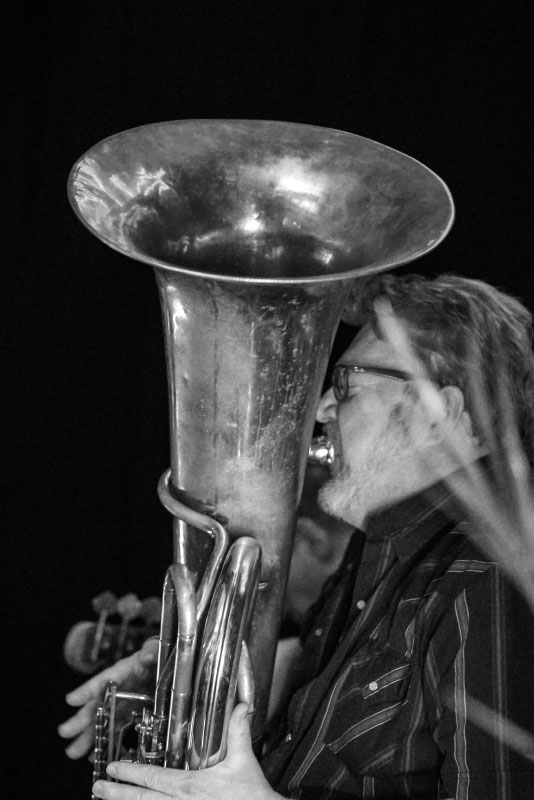
Per-Åke Holmlander (2020)

Per-Åke Holmlander (* 1957 in Skellefteå, Västerbotten) ist ein schwedischer Tubist und Cimbasso-Spieler. Er hat sowohl im Bereich des Jazz, der Improvisierten Musik als auch der Neuen Musik gewirkt.

## Karriere
Holmlander studierte klassische Tuba an der Königlichen Musikhochschule Stockholm bei Michael Lind und machte 1983 sein Diplom. Als Improvisationsmusiker arbeitete er unter anderem mit Eje Thelin, Marilyn Crispell, Paul Lovens, Folke Rabe, Phil Minton, Sten Sandell, Sven-Åke Johansson, Mats Persson, Günter Christmann, Kjell Westling, Keith Rowe, Jan Allan und Position Alpha. Mit Mikołaj Trzaska, Steve Swell und Tim Daisy bildete er die Formation Inner Ear.
Weiterhin spielte Holmlander im Ken Vandermark Resonance Ensemble (Double Arc, 2015), bei Mats Gustafsson & NU-Ensemble (Hidros 8: Heal, 2022), im Jon Vanderlander Trio, in der Swedish Radio Jazz Group, in der Ken Vandermark Territory Band und im London Jazz Composers’ Orchestra. Er spielte Theatermusik, hatte Soloauftritte und veröffentlichte zwei Soloalben. Er ist auch auf Alben von Barry Guy New Orchestra, Fredrik Ljungkvist & Yun Kan 10, Peter Brötzmann Chicago Tentet (3 Nights in Oslo, 2010), dem Torden Kvartetten, Christer Bothén Acoustic Ensemble, dem Fire! Orchestra (Echoes), Swedish Azz, dem Ken Vandermark Resonance Ensemble und der Large Unit von Paal Nilssen-Love zu hören.

## Diskographische Hinweise
- Carliot Still Walking (Carliot 2000, mit Mats Gustafsson, Lindha Svantesson, Mikael Stavöstrand, Henry Moore Selder, Kjell Nordeson)
- Peter Brötzmann Chicago Tentet: Short Visit to Nowhere (2002)
- Ken Vandermarks Territory Band: New Horse for the White House (Okka Disk, 2004)
- Sven-Åke Johansson: Die Harke und der Spaten (2011)
- Per-Åke Holmlander & Tim Daisy: On the A and on the B (Not Two Records 2016)
- Mats Äleklint, Per-Åke Holmlander, Paal Nilssen-Love: Fish and Steel (PNL 2019)[2]

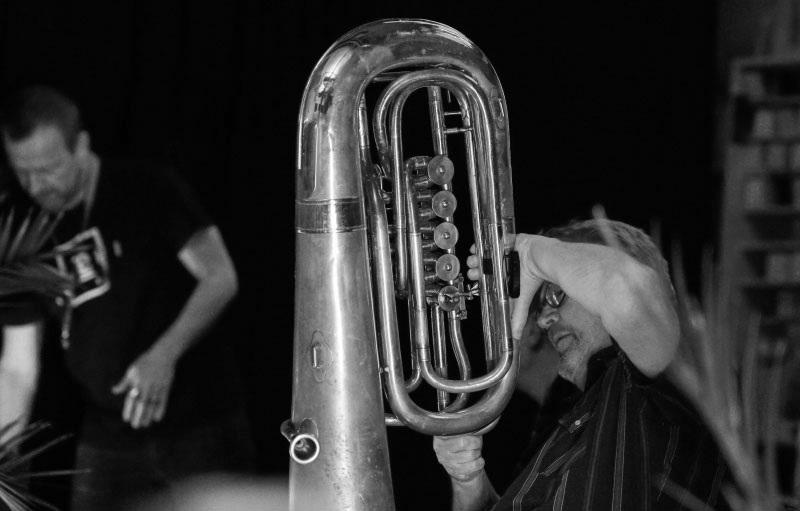
Per-Åke Holmlander (rechts) mit Mats Gustafsson